# Carex canaliculata
Espèce
Classification phylogénétique
 Carex canaliculata est une espèce de plantes du genre Carex et de la famille des Cyperaceae.